# 1631
Évszázadok: 16. század – 17. század – 18. század
Évtizedek: 1580-as évek – 1590-es évek – 1600-as évek – 1610-es évek – 1620-as évek – 1630-as évek – 1640-es évek – 1650-es évek – 1660-as évek – 1670-es évek – 1680-as évek
Évek: 1626 – 1627 – 1628 – 1629 –  1630 – 1631 – 1632 – 1633 – 1634 – 1635 – 1636

## Események
- március 15. – Zólyomi Dávid és ifjabb Bethlen István Rakamaznál legyőzi Esterházy Miklós nádort.[1]
- április 3. – Kassán egyezség jön létre I. Rákóczi György és II. Ferdinánd között. (Ferdinánd hallgatólag elismerte Rákóczi fejedelemségét, aki viszont kötelezte magát, hogy leszereli a hajdúkat és királyi őrséget fogad Ónod várába.)[1]
- június 10. – A szultán megerősíti I. Rákóczi Györgyöt fejedelmi tisztében.[1]
- szeptember 17. – A  breitenfeldi csatában II. Gusztáv Adolf svéd király, az úgynevezett „protestáns hadművészet” továbbfejlesztője legyőzi a német-római császári sereget.[2]
- október 6. – VIII. Orbán pápa megerősíti székében Dávid Pál veszprémi püspököt.[3]
- október 10. – A szászok elfoglalják Prágát.

## Születések
- július 9. – Aachs Mihály evangélikus prédikátor († 1708)
- augusztus 19. – John Dryden, angol költő, irodalomkritikus, fordító és drámaíró († 1700)
- október 26. – gróf Kollonich Lipót bíboros, esztergomi érsek († 1707)
- november 17. – Boldog Avianói Márk itáliai kapucinus szerzetes, tábori lelkész († 1699)

## Halálozások
- június 15. – Decsi István református lelkész, költő
- december 9. – Rimay János politikus, költő, a magyar késő reneszánsz legjelentősebb íróegyénisége (* 1570)
- december 29. – Lackner Kristóf polgármester, városbíró, jogtudós, ötvös, író (* 1571)